# Dominique Wilkins
Dominique Wilkins (Parijs, 12 januari 1960) is een voormalig Amerikaanse basketballer. Hij speelde voor het grootste deel van zijn carrière bij de Atlanta Hawks in de NBA. Hij stond bekend om zijn dunks en won twee keer de NBA Slam Dunk Contest (1985 en 1990). Hij wordt beschouwd als een van de beste dunkers ooit, waardoor hij de bijnaam The Human Highlight Film kreeg. 
Wilkins had een groot talent om punten te scoren en was in 1986 de meest scorende speler in de NBA. Verder heeft Wilkins in Europa gespeeld, waar hij met Panathinaikos de Griekse kampioenschappen van 1996 won. Hij keerde wel meerdere keren terug naar de NBA, waar hij verder speelde voor Los Angeles Clippers, Boston Celtics, San Antonio Spurs en Orlando Magic.